# Roberto Cravero
Roberto Tricella (Cernusco sul Naviglio, 1959. március 18. –) olasz labdarúgó.

## Pályafutása

### Klubcsapatban
Pályafutása legnagyobb részét a Torinóban töltötte (1981–1992, 1995–98), de játszott a Serie B-ben szereplő Cesenában is két évet, illetve a Lazioban, ahol csapatával a második helyen végzett az 1994–95-ös szezonban. A Torinónál megkapta a csapatkapitányi karszalagot és hozzásegítette csapatát a Serie B 1989–90-es idényének, illetve az 1991-es közép európai kupának a megnyeréséhez. Az UEFA-kupa 1992-es döntőjébe is sikerült bejutniuk. 1998-ban vonult vissza az ekkor a Serie B-ben szereplő Torinóból.

### A válogatottban
1984 és 1990 között 12 mérkőzésen lépett pályára az olasz U21-es válogatottban és 1 gólt szerzett. Két U21-es Európa-bajnokságon vett részt: 1986-ban és 1990-ben. Tagja volt az 1988. évi nyári olimpiai játékokon részt vevő U23-as válogatott keretének, mellyel a negyedik helyen végeztek.
Az olasz válogatottban soha egyetlen mérkőzésen sem szerepelt. Részt vett az 1988-as Európa-bajnokságon.

## Sikerei, díjai
Torino
- Serie B (1): 1989–90
- Közép-európai kupa (1): 1991
- UEFA-kupa döntős (1): 1992

## Külső hivatkozások
- Roberto Cravero – a FIFA adatbázisában
- Roberto Cravero (angol nyelven). FootballDatabase.eu
- Roberto Cravero (olasz nyelven). figc.it, FIGC. [2018. július 23-i dátummal az eredetiből archiválva]. (Hozzáférés: 2018. július 23.)